# Атта, Сефи
Сефи Атта (англ. Sefi Atta, 1964, Лагос) — нигерийская писательница.

## Биография
Отец — чиновник федерального правительства, умер в 1972 году, мать растила пятерых детей одна. Сефи закончила Queen’s College в Лагосе, Millfield School в Великобритании. Затем закончила Бирмингемский университет в 1985 году. В 1994 году вместе с мужем, по профессии — врачом, переехала в США. Живёт в г. Меридиан, штат Миссисипи.

## Произведения

### Романы
- 2005 Everything Good Will Come, Interlink Books (фр. , нем., исп. пер. 2008)
- 2010 Swallow, Interlink Books (фр. пер. 2011)
- 2012 A Bit of Difference, Interlink Books (переизд. 2013)

### Сборники рассказов
- 2008 Lawless and other stories
- 2010 News from Home, Interlink Books (фр. пер. 2012)

### Пьесы
- 2005 The Engagement, MUSON Centre, Lagos
- 2011 The Cost of Living, Lagos Heritage Festival, Terra Kulture, Lagos
- 2011 Hagel auf Zamfara, Theatre Krefeld, Germany
- 2012 An Ordinary Legacy, The MUSON Festival, MUSON Centre, Lagos
- 2012 The Naming Ceremony, New World Nigeria, Theatre Royal Stratford East, London

### Радиопьесы
- 2002 The Engagement, BBC Radio
- 2004 Makinwa’s Miracle, BBC Radio
- 2007 A Free Day, BBC Radio
- 2013 The Wake, Smooth FM, Lagos

### Киносценарии
- 2009 Leaving on Your Mind

## Признание
Премия Воле Шойинки (2006). Премия Нома по африканской литературе (2009).